# Postamt und Wohngebäude am Goetheplatz
Das Postamt und Wohngebäude am Goetheplatz, kurz auch „Goethepost“ genannt, ist ein Wohn- und Geschäftshaus in München-Ludwigsvorstadt (Stadtbezirk 2, Goetheplatz 1).
Es wurde 1932 nach Plänen von Robert Vorhoelzer, Walther Schmidt und Franz Holzhammer im Stil der Neuen Sachlichkeit erbaut. Markant ist die geschwungene straßenseitige Front.
Das Bauwerk ist zusammen mit dem Gebäude Lindwurmstraße 6 (erbaut 1931) als Baudenkmal in die Bayerische Denkmalliste eingetragen.
Die Beschreibung des Bayerischen Landesamtes für Denkmalpflege lautet:

„Goetheplatz 1. Postgebäude mit Postamt München 15, fünfgeschossiger Bau im Stil der Neuen Sachlichkeit, mit geschweifter, durch Fensterbänder und Fensterquadrate gegliederter Fassade, mit Attikageschoss, von Franz Holzhammer und Walter Schmidt, 1931–32; mit Lindwurmstraße 6. nachqualifiziert“

Vor dem Gebäude befindet sich einer der Zu- bzw. Abgänge zum U-Bahnhof Goetheplatz.